# 悉都 (彬牙)
悉都（發音：[sìθù]），或稱敏象悉都，他是1340年至1344年的彬牙王國攝政。悉都是蒲甘王國國王那臘底哈勃德的兒子。
前任國王烏茲那因屢次索取同母弟覺蘇瓦的五白象未果，於1340年而退位出家，將彬牙王國交給時任敏象總督的悉都攝政。悉都是覺蘇瓦的岳父，然而覺蘇瓦顯然也未曾在乎悉都的顏面，碑文記載覺蘇瓦於1342年稱王，悉都則於1344年正式交權給覺蘇瓦。